# Lohn (Grisones)
Lohn (en romanche Lon, en italiano Laone) era una comuna suiza del cantón de los Grisones, situada en la región de Viamala. Limitaba al norte con las comunas de Thusis y Rongellen, al este con Zillis-Reischen, al sur con Donat, al suroeste con Mathon, y al oeste con Tschappina y Urmein. El 1 de enero de 2021 se fusionó con las antiguas comunas de Casti-Wergenstein, Donat y Mathon para conformar la nueva comuna de Muntogna da Schons.